# Сіналоа
Сінало́а (ацт.Sinaloa ) — штат на заході Мексики, на узбережжі Тихого океану. Площа 58 238 км². Населення 2 608 442 чоловік (2005). Адміністративний центр — місто Кульякан.

## Історія

### Період реформації (1824-1867)

Мапа, на якій зображено Сонору та Сіналоа (1824)

У 1821, після досягнення Мексикою незалежності, провінція Сонора та Сіналоа увійшла до складу країни. У 1824, після прийняття федеральної конституції ця територія була перетворена в єдиний штат. У 1830 федеральний Конгрес видав указ про розподіл штату на два окремі — Сонора та Сіналоа. 12 грудня 1831 року була проголошена перша конституція штату Сіналоа. Першим губернатором штату став А. Мартінес де Кастро (ісп. Agustín Martínez de Castro). Під час боротьби за владу між лібералами та консерваторами, британські та американські війська намагалися захопити місто Масатлан для захисту інтересів іноземців в Мексиці.
У 1858 році, під час Війни за Реформу, озброєна молодь вирушила на північ Сіналоа для підтримки ліберального уряду, тоді як уряд штату підтримав консерваторів.
У 1864, під час французької інтервенції, військові увійшли до Масатлану. Але 22 грудня генерал А. Росалес (ісп. Antonio Rosales) розгромив французьку армію в місті Сан Педро.

### Революція (1910-1920)

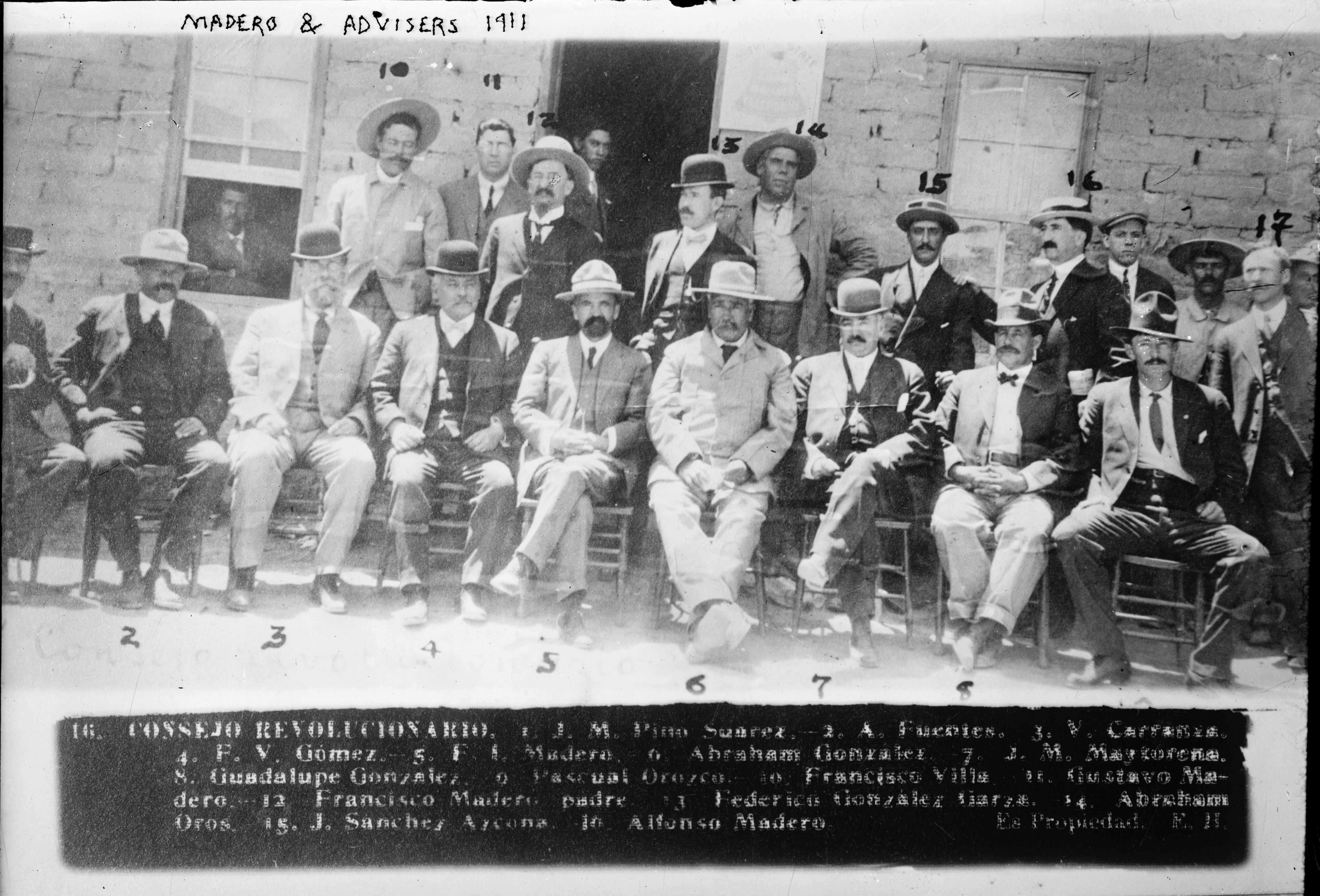
Франсіско Мадеро і його прихильники. 1911. Сидять: третій зліва — Венустіано Карранса, в центрі — Франсіско Мадеро, перший праворуч — Паскуаль Ороско. Перший зліва в ряду стоять — Франсіско (Панчо) Вілья

Революційний рух у штаті Сіналоа почався ще у 1909 році — після смерті губернатора Франціска Канеда (ісп. Francisco_Cañedo). З цього року почалася боротьба за губернаторське місце поміж Дієго Редом, Хосе Феррелем та Рафаелем Буельно. Після програшу останній взяв участь у виборах на боці Хосе Ферреля як доповідач. Багато сіналоузців були розчаровані виборами і на початку революції не підтримали протести інших штатах проти Діаса. 2 січня 1910 року Франціско Мадеро відвідав міста штату Мазатлан, Кульякан та Ангостуру віедучи перемовини зі своїми  прибічниками. В Ангостура він познайомився з професором Габріелем Лейва Солано. Коли Діас ув'язнив Мадеро і вшосте був переобраний на пост президента, Лейва Солано повстав проти нього. 2 червня 1910 року професора було схоплено федеральними військами і 13 червня в містечку  Кабрера-де-Інзунза його стратили. Лейва вважається передвісником Мексиканської революції. На честь професора було назване місто. В Сіналоа почалися збройні повстання на чолі з Хуаном М. Бандерасом, з  півночі його підтримали Рамон Ф. Ітурбе та Геркулано-де-ла-Роша, з півдня Хусто Тірадо та Помпозо Акоста.
22 лютого 1913 року, після вбивства Мадеро та віце-президента Хосе-Марія-Піно Суареса, тимчасовий президент Вікторіано Хуера призначив генерала Хосе Легоррета губернатором Сіналоа, замість Феліпе Рівереса. Конституціоналісти на  чолі з Венустіано Карранса повстали проти Хуерта з метою відновлення конституційного порядку в країні. Також на повстання проти Хуерто піднялися революційні сили Сіналоа на чолі з Хуаном Карраско. В свою чергу Рафаель Буельно захопив гірські містечка Сан-Ігнасіо, Росаріо, пізніше Тепіку. 15 вересня 1913 року війська Карранси прибули до міста Ель-Фуерте; війська Беджаміна Хілла захопили місто Лос-Мочіс, невдовзі Плаза-де-Сіналоа. У листопаді 1913 року Північно-західна армія Альвара Обрегона захопила столицю Сіналоа Кульякан, а потім конституційні війська взяли під свій контроль і Мазатлан.
8 липня 1914 року, після того як федеральна армія Уерти зазнала декілька поразок від Конституційної армії Карранси та Обрегона, а також від повстанський загонів на чолі з Вилья, Уерта змушений був подати у відставку  призначивши своїм правонаступником Франсиско Карбахала, та втік до Англії побоюючись від розправи.  У 1916 році Карранса призначив губернатором генерала Анхеля Флореса. Після оприлюднення Конституції Мексики в 1917 році, губернатором Сіналоа став Рамон Ф. Ітурбо, який створив освітянську директиву з метою сприяння навчання для населення Мексики, зокрема дітей.

## Економіка

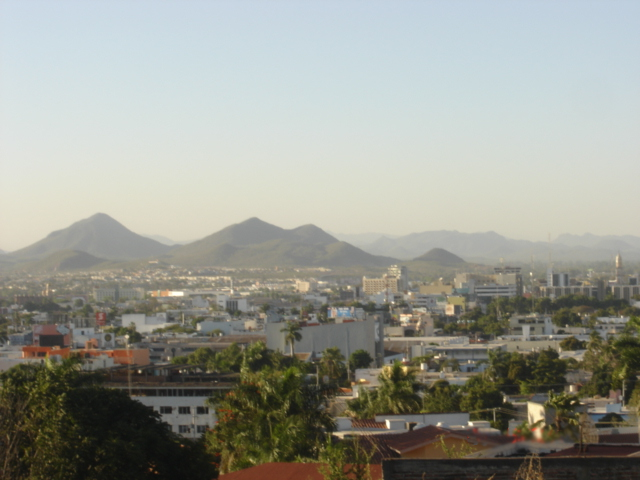
Вигляд на місто Кульякан

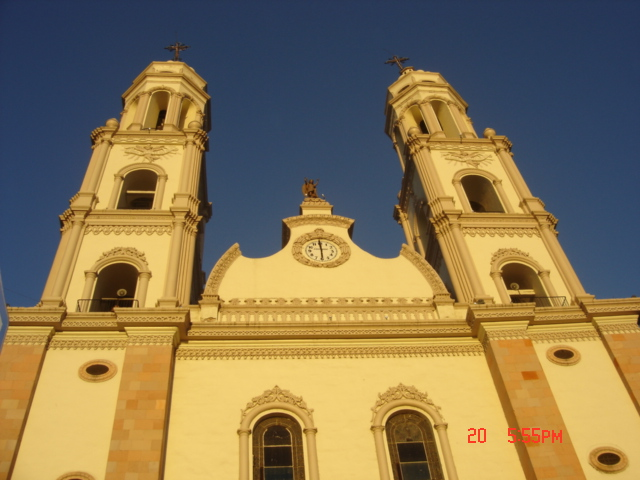
Собор у Кульякані

У січні щороку в місті Кульякан відбувається найбільша в Мексиці сільськогосподарська виставка "Expo Agro Sinaloa", на якій демонструють готову  продукцію, обладнання, машини та технології. Сільське господарство у Сіналоа становить близько 21% від усієї економіки Мексики. У штаті вирощують в у долинах річок на зрошуваних землях пшеницю, нут, рис, цукрову тростину, бавовну, тютюн та інші культури. На гірничих шахтах у штаті видобувається цинк, золото, срібло, свинець, марганець та інші мінерали, що становить 19% від видобутку мінералів у всій Мексиці.
У 1925 році вибухнуло антикитайське повстання з вимогою вигнання китайців із Сонори та Сіналоа. Китайці змушені були емігрувати до Сполучених штатів, а деякі повертатися до  Китаю. Губернатор Сонори Родольфо Еліас Каллєс був відповідальним за депортацію китайців до США. Незважаючи на розрив дипломатичних відносин, Каллєс не зупиняв вислання, доки його самого не вигнали із Сонори. За переписом населення 1940 року лише 92 китайці все ще жили в Сонорі, більше двох третин з них отримали мексиканське громадянство.

## Наркобізнес в Сіналоа

### Виробництво опію
В дореволюційні часи штат Сіналоа був одним із головних виробником опію, незважаючи на закон США, який жорстоко регулював продаж наркотику і лише для використання у медичних цілях. В роки Другої світової війни продаж опію збільшився, так як збільшиася попит на морфін — екстракт опію. Оскільки Японія контролювала в ті часи ринок опію і була ворожою державою, Сполучені штати звернулися до Мексики, зокрема до Сіналоа за допомогою. Не зважаючи на те, що в ті часи морфін застосовувався для тяжкопоранених бійців, пропозиція законного ринку відкрила двері для більш широкого продажу.

### Картель Сіналоа
У 1988 році  Хоакін Гусман Льері, Ектор Луїс Пальма Саласар та Адріан Гомес Гонсалес заснували найбільший в Мексиці Тихоокеанську наркокартель (або картель Сіналоа (ісп. Sinaloa; Pacific Cartel). Картель отримує із продажу наркотиків, контролюючи весь наркотрафік в США, 60%. 31 жовтня 2011 року в ході масштабної спецоперації в американському штаті Аризона співробітники правоохоронних органів заарештували 70 осіб, підозрюваних в контрабанді наркотиків. Мексика в свою чергу перехопила 599 літаків і вертольотів, пов'язаних з картелем Сіналоа.
У серпні 2018 року підрозділи морської піхоти Мексики виявили близько 50 тонн, імовірно, кристалічного метамфетаміну в штаті Сіналоа.  Заборонені психоактивні речовини перебували на двох складах сільської місцевості в районі Алькойонкі за 30 км від Кульякан, столиці штату. Також там була влаштована підпільна нарколабораторія. Влада вважає, що наркотики належать одному з ватажків наркокартеля "Сіналоа" Ісмаелю Самбаде. Відомостей про затриманих під час операції оприлюднено не було.